# Declaração de guerra da Alemanha Nazista contra os Estados Unidos
Em 11 de dezembro de 1941, quatro dias após o ataque japonês a Pearl Harbor e a declaração de guerra dos Estados Unidos contra o Império Japonês, a Alemanha Nazista declarou guerra contra os Estados Unidos, em resposta ao que foi alegado ser uma série de provocações por parte dos Estados Unidos quando os EUA ainda eram oficialmente neutros durante a Segunda Guerra Mundial. A decisão de declarar guerra foi tomada por Adolf Hitler, aparentemente de forma improvisada, quase sem consulta. Publicamente, a declaração formal foi feita ao encarregado de assuntos norte-americano Leland B. Morris pelo ministro das Relações Exteriores alemão, Joachim von Ribbentrop, no gabinete deste último. Mais tarde naquele dia, os EUA declararam guerra à Alemanha, tendo a ação da Alemanha eliminado qualquer oposição isolacionista interna significativa remanescente à adesão dos EUA à guerra europeia.

## Contexto
Adolf Hitler, líder do NSDAP (Partido Nazista), chanceler e Führer da Alemanha Nazista, foi um dos ditadores mais poderosos e notórios do século XX. O curso das relações entre a Alemanha e os Estados Unidos deteriorou-se desde o início da Segunda Guerra Mundial, inevitavelmente dada a crescente cooperação entre os Estados Unidos e o Reino Unido. O Lend-Lease, a Carta do Atlântico, a transferência do controle militar da Islândia do Reino Unido para os Estados Unidos, e muitos outros resultados do relacionamento especial que se desenvolveu entre os dois países colocou pressão nas relações entre os EUA, ainda tecnicamente um país neutro, e a Alemanha nazista. O desejo de Roosevelt de ajudar o Reino Unido, apesar das objecções do influente lobby isolacionista dos EUA, e dos impedimentos legais impostos pelo Congresso que impediram o envolvimento direto na guerra, levou os EUA a pressionar fortemente contra os limites tradicionais da neutralidade. Em 7 de dezembro de 1941, o Império do Japão lançou um ataque à base naval e militar dos EUA em Pearl Harbor, no Havaí, iniciando uma guerra entre o Japão e os Estados Unidos. O Japão não tinha informado o seu aliado, a Alemanha, antes do ataque.

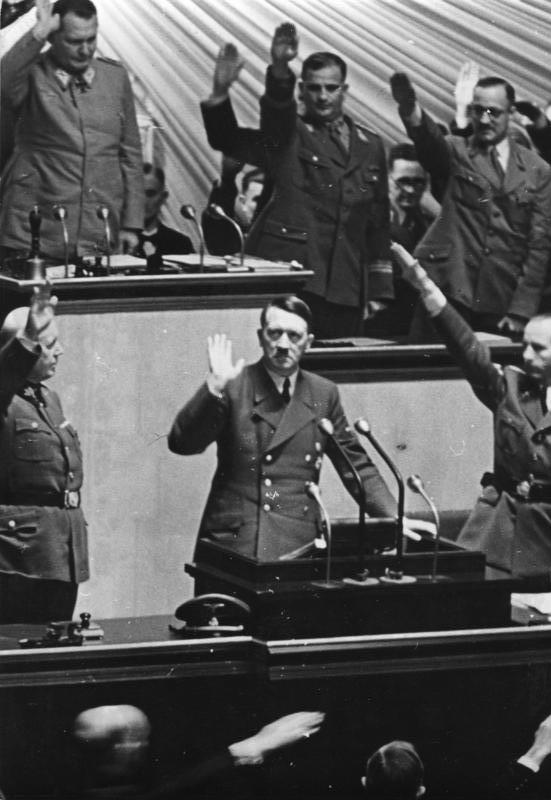
Close de Hitler enquanto a guerra é declarada aos Estados Unidos, 11 de dezembro de 1941

De acordo com os termos dos seus acordos, a Alemanha era obrigada a ajudar o Japão se um terceiro país atacasse o Japão, mas não se o Japão atacasse um terceiro país. Ribbentrop lembrou Hitler disto, e apontou que declarar guerra contra os EUA aumentaria o número de inimigos que a Alemanha estava a combater, mas Hitler rejeitou esta preocupação como não sendo importante, e, quase inteiramente sem consulta, optou por declarar guerra contra os EUA. Em geral, a hierarquia nazista tinha pouca consideração pela resolução militar dos EUA sob Roosevelt, uma posição que é amplamente considerada um grande erro no seu pensamento estratégico. Aos seus olhos, os EUA eram uma nação corrupta, decadente, dominada pelos judeus, enfraquecida pelas suas grandes populações de afro-americanos, imigrantes e judeus-americanos.

## Declaração alemã
Na quinta-feira, 11 de dezembro de 1941, encarregado de assuntos norte-americano Leland B. Morris, o diplomata  norte-americano de mais alto escalão na Alemanha, foi convocado ao gabinete do ministro das Relações Exteriores Joachim von Ribbentrop, onde Ribbentrop leu a declaração formal para Morris; O texto era:
SENHOR. ENCARREGADO DE NEGÓCIOS:

 Tendo o Governo dos Estados Unidos violado da maneira mais flagrante e em medida cada vez maior todas as regras de neutralidade em favor dos adversários da Alemanha e tendo sido continuamente culpado das mais severas provocações contra a Alemanha desde o início da guerra europeia, provocada pela declaração de guerra britânica contra a Alemanha em 3 de Setembro de 1939, recorreu finalmente a atos militares abertos de agressão.
Em 11 de setembro de 1941, o Presidente dos Estados Unidos declarou publicamente que havia ordenado à Marinha e à Força Aérea americanas que atirassem em qualquer navio de guerra alemão. Em seu discurso de 27 de outubro de 1941, afirmou mais uma vez expressamente que esta ordem estava em vigor. Agindo sob esta ordem, os navios da Marinha Americana, desde o início de setembro de 1941, têm atacado sistematicamente as forças navais alemãs. Assim, destróieres americanos, como por exemplo o Greer, o Kearney e o Reuben James, abriram fogo contra submarinos alemães de acordo com o plano. O próprio Secretário da Marinha Americana, Sr. Knox, confirmou que destróieres americanos atacaram submarinos alemães.
Além disso, as forças navais dos Estados Unidos, sob ordem do seu governo e contrárias ao direito internacional, trataram e apreenderam navios mercantes alemães em alto mar como navios inimigos.
O Governo alemão demonstra, portanto, os seguintes factos:
Embora a Alemanha, por sua parte, tenha aderido estritamente às regras do direito internacional nas suas relações com os Estados Unidos durante todos os períodos da presente guerra, o Governo dos Estados Unidos, a partir das violações iniciais da neutralidade, finalmente procedeu a atos abertos de guerra contra a Alemanha. O Governo dos Estados Unidos criou assim virtualmente um estado de guerra.
O Governo Alemão, consequentemente, interrompe as relações diplomáticas com os Estados Unidos da América e declara que nestas circunstâncias provocadas pelo Presidente Roosevelt também a Alemanha, a partir de hoje, se considera em estado de guerra com os Estados Unidos da América.
Aceite, Sr. Encarregado de Negócios, a expressão da minha elevada consideração.
11 de dezembro de 1941.

 Ribbentrop.

## Opiniões pós-declaração

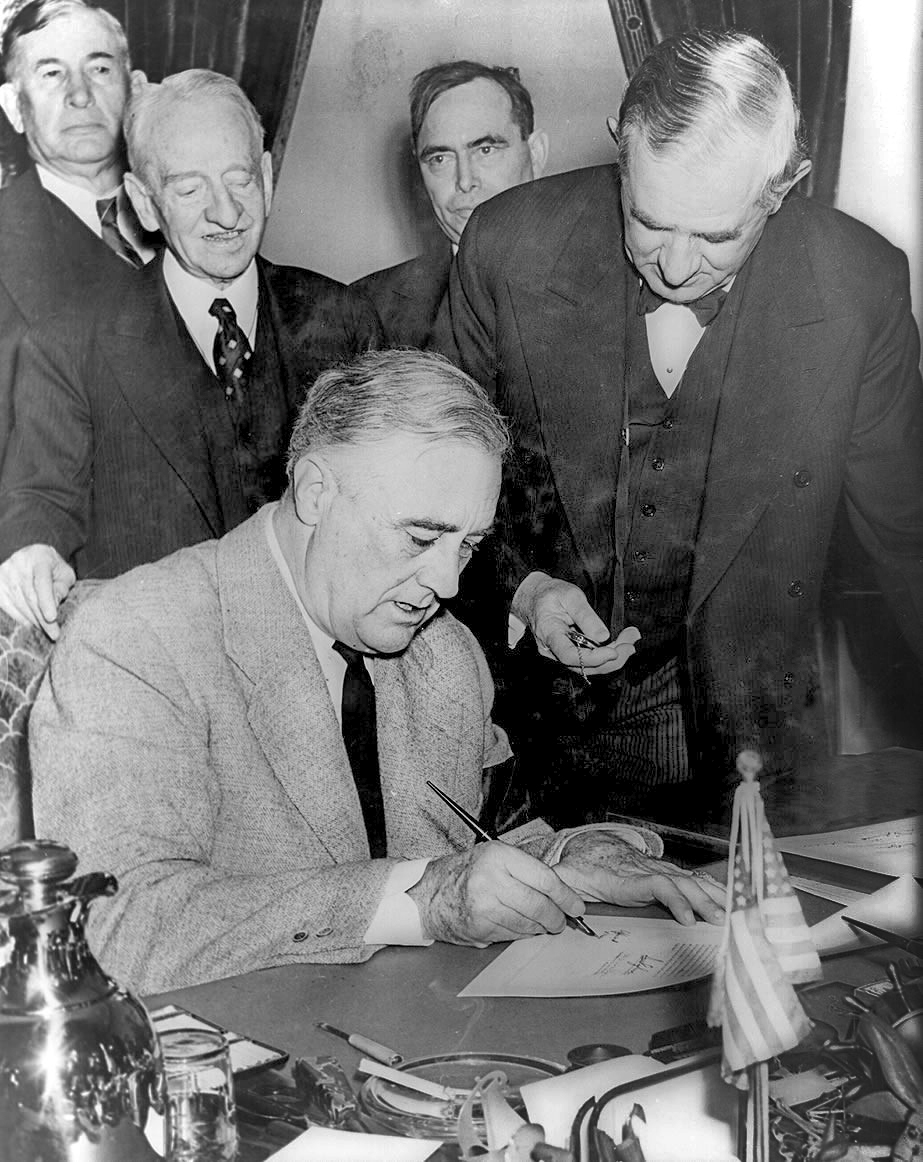
A assinatura da declaração de guerra contra a Alemanha por Franklin Delano Roosevelt, a resposta dos Estados Unidos à declaração de Hitler

As razões de Hitler para declarar guerra contra os EUA foram numerosas. A perspectiva de uma guerra mundial alimentou a tendência de Hitler para um pensamento grandioso e reforçou seu sentimento de que ele era uma figura histórica mundial do destino. Como ele disse em seu discurso de declaração ao Reichstag:
Só posso estar grato à Providência por me ter confiado a liderança desta luta histórica que, durante os próximos quinhentos ou mil anos, será descrita como decisiva, não só para a história da Alemanha, mas para toda a Europa. e na verdade o mundo inteiro.
Com as tropas alemãs nos arredores de Moscow, Hitler também pode ter contado com uma rápida derrota da União Soviética, disponibilizando os recursos económicos e militares alemães vinculados àquela invasão. Outro fator foi que os preconceitos raciais profundamente arraigados de Hitler fizeram-no ver os EUA como uma democracia burguesa decadente cheia de pessoas de raça mista, uma população fortemente sob a influência de judeus e negros, sem história de disciplina autoritária para controlar e dirigir. eles, interessados apenas no luxo e em viver a “boa vida” enquanto dançam, bebem e curtem música “negrificada” como jazz. Tal país, na mente de Hitler, nunca estaria disposto a fazer os sacrifícios económicos e humanos necessários para ameaçar a Alemanha Nazista - e assim preparar o terreno para uma visão perigosamente imprecisa da própria nação que Hitler tinha declarado no seu livro não publicado. Zweites Buch( Segundo Livro, 1928) seria o desafio mais sério do Terceiro Reich, além da pretendida derrota da União Soviética.
Aconteceu também que, do ponto de vista alemão, os Estados Unidos já eram praticamente um beligerante. Roosevelt esteve tão perto de entrar na guerra quanto uma potência neutra poderia chegar, e talvez também tenha ultrapassado a linha. Durante mais de um ano, os EUA forneceram grandes quantidades de ajuda económica à Grã-Bretanha sob a forma de empréstimos e crédito e Lend-Lease; na Carta do Atlântico, Roosevelt prometeu que a América seria o "arsenal da democracia".
Independentemente das razões de Hitler para a declaração, a decisão é geralmente vista como um enorme erro estratégico da sua parte, pois permitiu aos Estados Unidos entrar na guerra europeia em apoio ao Reino Unido e aos Aliados sem muita oposição pública, ao mesmo tempo que enfrentava a ameaça japonesa no Pacífico. Hitler tinha, de facto, comprometido a Alemanha a lutar contra os EUA enquanto estava no meio de uma guerra de extermínio contra a Rússia, e sem ter primeiro derrotado o Reino Unido, em vez de tomar a opção de adiar um conflito com os EUA durante tanto tempo quanto possível., forçando-o a concentrar-se na guerra no Pacífico contra o Japão e tornando muito mais difícil o seu envolvimento na guerra europeia. Pelo menos até certo ponto, ele tinha nas mãos o poder de controlar o momento da intervenção dos EUA e, em vez disso, ao declarar guerra contra a América, libertou Roosevelt e Churchill para agirem como bem entendessem.

A declaração de guerra de Hitler foi um grande alívio para o primeiro-ministro britânico Winston Churchill, que temia a possibilidade de duas guerras paralelas, mas desconectadas. Com a declaração da Alemanha Nazista contra os Estados Unidos em vigor, a assistência americana à Grã-Bretanha em ambos os teatros de guerra como aliada plena estava garantida. Também simplificou as coisas para o governo norte-americano, como lembrou John Kenneth Galbraith:
Quando Pearl Harbor aconteceu, nós [assessores de Roosevelt] estávamos desesperados. ... Estávamos todos em agonia. O humor do povo americano era óbvio – eles estavam determinados a que os japoneses fossem punidos. Poderíamos ter sido forçados a concentrar todos os nossos esforços no Pacífico, incapazes de dar a partir de então mais do que ajuda puramente periférica à Grã-Bretanha. Foi verdadeiramente surpreendente quando Hitler nos declarou guerra três dias depois. Não posso expressar nossos sentimentos de triunfo. Foi algo totalmente irracional da sua parte e penso que salvou a Europa.